# Stefan Raczyński

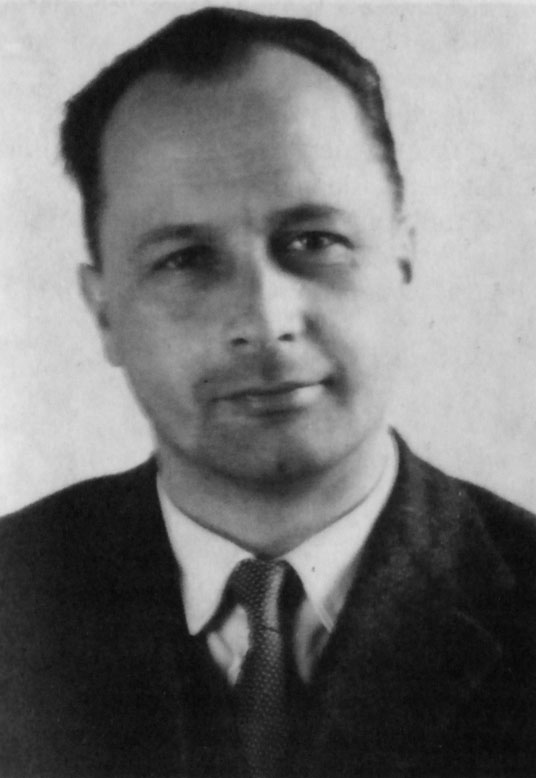
Stefan Raczyński

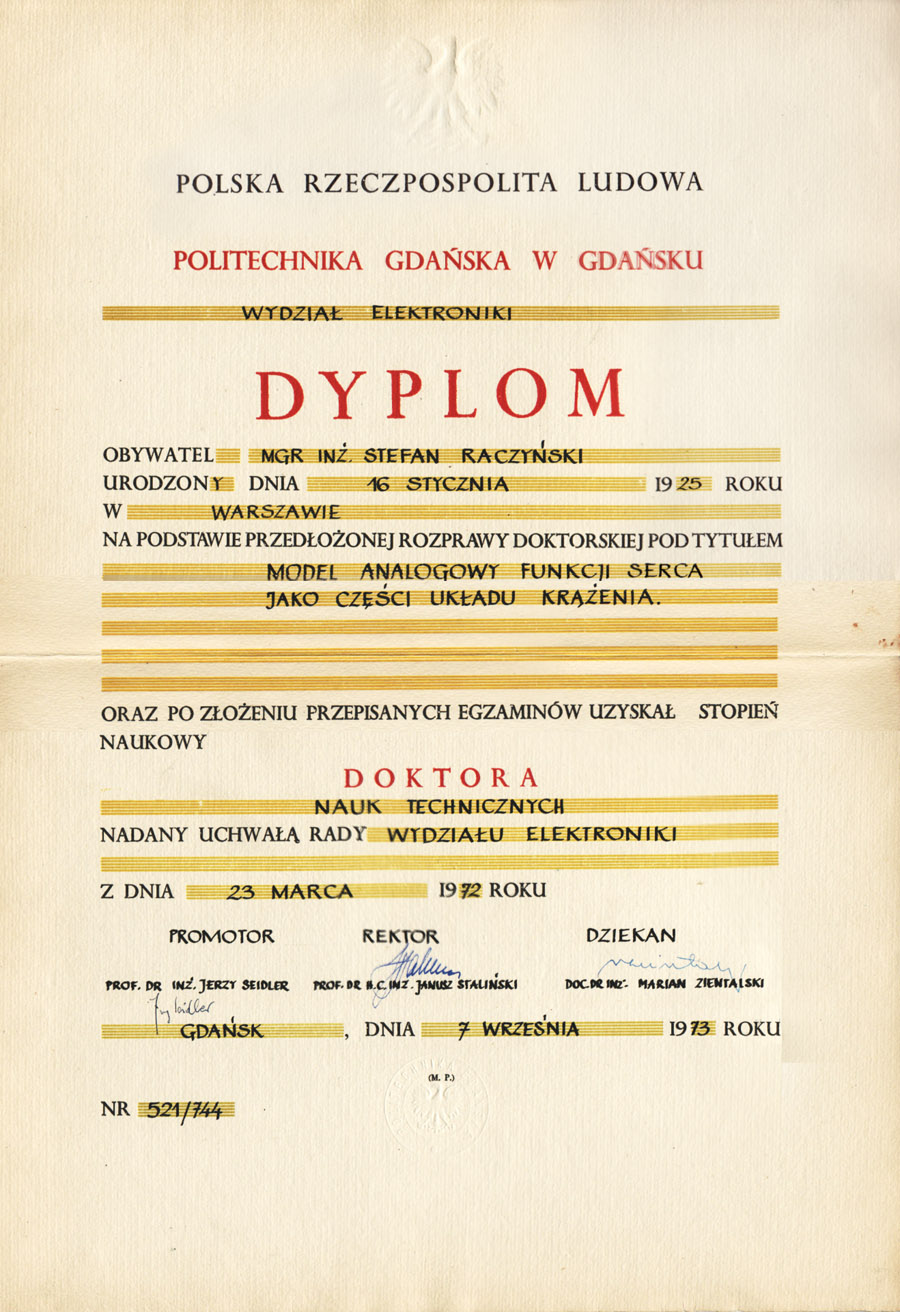
Dyplom Doktora Nauk Technicznych Stefana Raczyńskiego

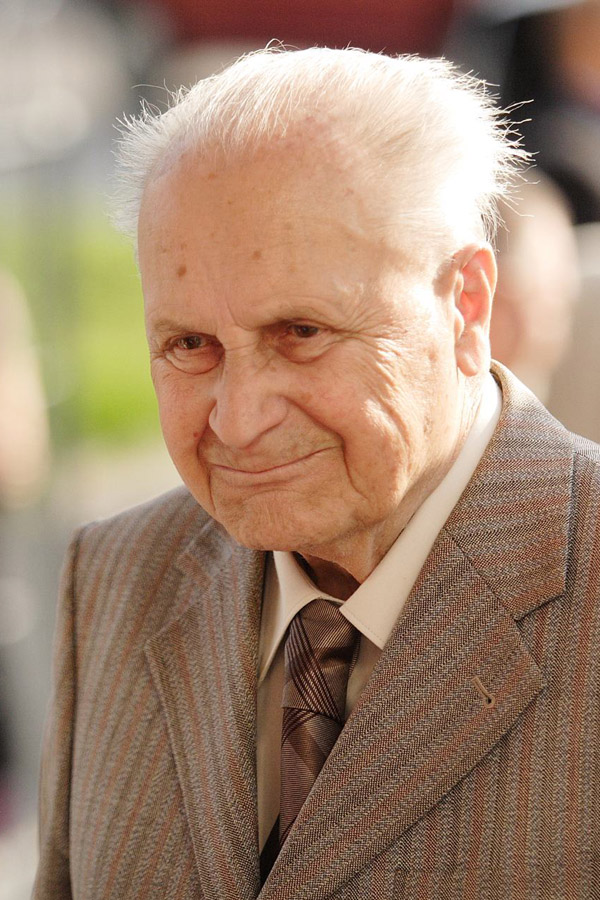
Stefan Raczyński, Gdańsk 2008

Stefan Raczyński (ur. 16 stycznia 1925 w Warszawie, zm. 16 grudnia 2011 w Gdańsku) – polski przedstawiciel nauk technicznych, specjalizujący się w elektronice medycznej.

## Życiorys
W 1951 roku ukończył studia na Wydziale Elektrycznym Politechniki Gdańskiej. Przez 27 lat pracował w przemyśle na kierowniczych stanowiskach technicznych, m.in. w Gdańskich Zakładach Radiowych jako Główny Technolog i Główny Konstruktor brał udział przy opracowywaniu odbiornika telewizyjnego „Neptun”. W 1968 zaczął organizować Ośrodek Techniki Jądrowej w Gdańsku, gdzie pracował jako kierownik.Stopień doktora uzyskał w 1972 na Wydziale Elektroniki Politechniki Gdańskiej. Od 1974 został docentem kontraktowym na Wydziale Elektroniki Politechniki Gdańskiej, a od 1977 docentem etatowym.
Inicjował i organizował nową specjalność na Wydziale, Elektronikę Medyczną, w oparciu o zorganizowaną przezeń współpracę z profesorami Akademii Medycznej w Gdańsku, a także Akademii Wychowania Fizycznego w Gdańsku. Opracował i prowadził na tej specjalności osobiście wykłady z kilku przedmiotów; w latach 1977–1991 dyplomy tej specjalności otrzymało ponad 220 absolwentów.
Jest autorem lub współautorem około stu publikacji krajowych i zagranicznych oraz promotorem czterech ukończonych przewodów doktorskich, a także recenzentem 13 dysertacji. Zainicjował i współorganizował cykl jedenastu krajowych sympozjów pod nazwą „Fizyka i elektronika w medycynie” oraz współorganizował dwie konferencje pt. „Biocybernetyka i Inżyniera Biomedyczna”.

## Odznaczenia i wyróżnienia
- Krzyż Kawalerski Orderu Odrodzenia Polski
- Złoty Krzyż Zasługi
- Srebrny Krzyż Zasługi
- Medal Komisji Edukacji Narodowej
- Nagroda Komitetu Nauki i Techniki w Warszawie
- Nagroda Polskiego Towarzystwa Lekarskiego w Gdańsku

## Wybrane publikacje
- Raczyński S. Model analogowy układ krążenia Materiały Jubileuszowej Konferencji Naukowej Wydziału Automatyki i Informatyki Śląskiej, 1973.
- Raczyński S. Modelowanie w medycynie Materiały I Seminarium Wybrane Zagadnienia z fizyki i elektroniki medycznej, 1973
- Raczyński S. Mikroelektronika w Gospodarce Morskiej, Gdańsk, 1974.
- Raczyński S. Badanie potencjałów quasi-stałych na powierzchni ciała ludzkiego. V Sympozjum Fizyki Medycznej. Gdańsk 1978
- Raczyński S. Badanie symulacyjnego modelu układu krążenia. V Sympozjum Fizyki Medycznej. Gdańsk, 1978
- Kozłowski W., Doerffer K., Raczyński S. Wybrane zagadnienia z dziedziny zagrożenia rażeniem elektrycznym pacjentów w czasie zabiegów i intensywnej terapii. Konferencja naukowo-techniczna z udziałem specjalistów zagranicznych pt. „Technika XX wieku w ochronie zdrowia i życia człowieka”. Bydgoszcz, 1978
- Kozłowski W., Malina W., Raczyński S. Wstęp do komputerowej oceny elektrokardiogramu. VII Seminarium pt. „Fizyka i elektronika w medycynie”. Gdańsk, 1979.
- Raczyński S., Sajdak A., Polaszek E., Helmin J. Eine Kreislaufunterstiizungsanlage und ihre Anwen-dung. Kongress „Neue Methoden und Techniken zur Intensivierung von Diagnostik und Therapie”. Berlin, 1979
- Raczyński S., Polaszek E. Modeli der Erregungsphysiologie des Herzens. Kongress „Neue Methoden und Techniken zur Intensivierung von Diagnostik und Therapie”. Berlin, 1979
- Kozłowski W., Bardzik J., Doerffer K., Drapella A., Raczyński S. Automatyzacja prognozowania krótkoterminowego i jej niektóre zastosowania kliniczne. VIII Seminarium pt. „Fizyka i elektronika w medycynie”. Gdańsk 1980
- Anisimowicz L., Raczyiiski S., Trenkner M., Drapella A., Gorczyński A., Gutkowski R. Badania właściwości mechanicznych opuszki aorty świń w aspekcie wykorzystania zastawek aorty jako przeszczepów u ludzi. Zesz. Nauk. PG nr 334 Elektronika nr 48 s. 99–112, 5 rys. bibliogr. 15 poz.
- Gutkowski R., Raczyński S., Trenkner M., Anisimowicz L., Gorczyński A. Biomechanika zastawki aortalnej w warunkach skrajnych. Zesz. Nauk. PG nr 334 Elektronika nr 48 s. 31–37, 2 rys. 2 tabl. bibliogr. 13 poz.
- Gorczyński A., Raczyński S., Trenkner M., Drapella A., Anisimowicz L., Gutkowski R.Biomechanika zastawki tętnicy płucnej. Zesz. Nauk PG nr 334 Elektronika nr 48 s. 39–46, 8 rys. bibliogr. 12 poz.
- Anisimowicz L., Trenkner M., Raczyński S., Gorczyński A., Gutkowski R., Drapella A.Criteria of Evaluation of Materiał for Porcine Heterograft Valves. Proceedings of the 29,h International Congress of the European Society of Cardiovascular Surgery „Cardiovascular Surgery 1980”. Berlin s. 58–62, 3 rys. bibliogr. 2 poz.
- Raczyński S., Kalicka R., Raczyński P., Kopacz A.Elektrostymulacja perystaltyki przewodu pokarmowego. Zesz. Nauk PG nr 334 Elektronika nr 48 s. 73–78, 2 rys. 1 tabl. bibliogr. 14 poz.
- Raczyński S., Sajdak A., Polaszek., Hellmann J.: Nieinwazyjna metoda wspomagania układu krążenia. Zesz. Nauk. PG ne 334 Elektronika nr 48 s. 55–59, 3 rys.
- Raczyński S., Gruszczyński W., Kozłowski W., Raczyński P. Próba odwzorowania propagacji fal 1 pobudzenia czynności elektronicznej serca z pomocą komputera. Zesz. Nauk. PG nr 334 Elektronika z. 48 s. 19–30, 9 rys.
- Raczyński S., Doerffer K. Analogowy układ krążenia. V Krajowa Konferencja Naukowo-Szkoleniowa pt. „Biocybernetyka i inżynieria medyczna”. Warszawa 1981. Materiały s. 69–71 bibliogr. 2 poz.
- Raczyński S., Polaszek E. Model czynności elektrycznej serca. Zesz. Nauk. PG nr 334 Elektronika z. 48 s. 3–8, 3 rys. bibliogr. 3 poz.
- Malina W., Dygaszewicz J., Raczyński S., Kozłowski W. Eksperymentalny system automatycznej obróbki EKG. Post. Cybernetyki Vol. 4 nr 1/2 s. 79–98, 7 rys. 2 tab. bibliogr. 17 poz. Raczyński S., Doerffer K.: Herz- und Kreislaufmodell. 27 Internationales Wissenschaftliches Kolloąuium. Ilmenau 1982. Vortrage H. 5 s. 63–65
- Frydrychowski A., Raczyński S., Kalicka R., Mazur R. Czy istnieje „metronom” pniowych czynności wegetatywnych. IX Seminarium pt „Fizyka i elektronika w medycynie” Gdańsk 1983. Materiały s. 46–50, 4 rys. bibliogr. 2 poz.
- Raczyński S., Droszcz J. Badania symulacyjne zmęczenia mięśnia. IX Seminarium pt. „Fizyka i elektronika w medycynie” Gdańsk 1983. Materiały s. 99–100
- Droszcz J., Raczyński S. Metoda i urządzenia do pomiaru zmęczenia mięśnia. IX Seminarium pt. „Fizyka i elektronika w medycynie” Gdańsk 1983. Materiały s. 97–98 Frydrychowski A., Mazur R., * Raczyński S., Ostrowska B. Ocena tętnienia powierzchni mózgu w różnych stanach zaburzeń homeostazy wewnątrzmózgowej, uzyskanej metodą nieuraźną. IX Seminarium pt. „Fizyka i elektronika w medycynie”. Gdańsk 1983. Materiały s. 41–46, 3 rys.
- Deorffer K., Raczyński S., Suchorzewska J., Papliński Z. Próba oceny stanu pacjenta za pomocą maszyny cyfrowej. Zjazd Anestezjologów Polskich. Warszawa 1983. Materiały s. 35–36 Frydrychowski * A., Kalicka R., Raczyński S., Mazur. R. Próba zastosowania światła do oceny homeostazy wewnątrzmózgowej. IX Seminarium pt. „Fizyka i elektronika w medycynie”. Gdańsk 1983. Materiały s. 51–55, 3 rys. bibliogr. 3 poz.
- Raczyński S., Wtorek J., Gutkowski R., Trenkner M., Raszka K. Pulsduplikator o elektrycznym sterowaniu części pompowej. IX Seminarium pt. „Fizyka i elektronika w medycynie”. Gdańsk 1983. Materiały s. 150–151 bibliogr. 1 poz.
- Gutkowski R., Trenkner M., Raczyński S., Wtorek J., Raszka K. Pulsduplikatory do badań zastawek serca. IX Seminarium pt. „Fizyka i elektronika w medycynie”. Gdańsk 1983. Materiały s. 147–149 bibliogr. 1 poz.
- Doerffer K., Raczyński S., Trenkner M., Papliński Z., Suchorzewska J. Wykorzystanie zasad automatycznej klasyfikacji dla oceny stanu pacjenta. XI Sympozjum Cybernetyki Medycznej TIP. Poznań 1983. Materiały s. 38–40, 1 tab. bibliogr. 4 poz.
- Raczyński S., Raczyński P. Algorytmy i system mikroprocesorowy dla medycznej diagnostyki pacjentów z implantowanym stymulatorem serca. VII Krajowa Konferencja Naukowo-Szkoleni owa „Biocybernetyka i inżynieria biomedyczna”. Gdańsk 1985. Materiały Cz. II s. 534–536 bibliogr. 3 poz.
- Raczyński S., Raczyński P. On-line Mikroprozessoreinrichtung zur medizinischen Diagnostik. 18. Fachkolloquium Informationstechnik zu Problemen der Nachrichten- und Rechentechnik. Dresden 1985. Vortrage s. 23
- Stencel J., Swiątecka G., Raczyński S.: Pathological Changes on Cat’s Heart Following Right Ventrical Pacing. Cardiac Pacing. s. 419–423, 3 rys. 1 tabl. bibliogr. 11 poz.
- Symulacyjny model czynności elektrycznej serca w procesie elektrostymulacji. VII krajowa Konferencja pt. „Biocybernetyka i inżynieria biomedyczna”. Gdańsk 1985. Materiały cz. I s. 69–70 bibliogr. 5 poz.
- Droszcz J., Raczyński S.: Model zmęczenia miejscowego mięśnia. VII Krajowa Konferencja Naukowo-Szkoleniowa pt. „Biocybernetyka i inżynieria biomedyczna”. Gdańsk 1985. cz. I s. 71–73, 1 rys. bibliogr. 2 poz.
- Doerffer K., Raczyński S.: Metody automatycznej klasyfikacji w zagadnieniach oceny stanu pacjenta w wybranych przypadkach kardiochirurgicznych. W: [Materiały] VIII Krajowa Konferencja Naukowo-Szkoleniowa „Biocybernetyka i inżynieria biomedyczna”. Streszczenia referatów. Kraków, 16–18 września AGH 1987 s. 21–22.
- Doerffer K., Raczyński S., Narkiewicz M.: Komputerowe wspomaganie oceny stanu pacjenta w wybranych przypadkach kardiochirurgicznych. W: Streszczenia referatów. XLII Posiedzenie Naukowe (Polskiego Towarzystwa Kardiologicznego). Gdańsk, 2–4 października 1987 r. Gdańsk: Pol. Tow. Kard. 1987 s. 12–13.
- Współpraca naukowo-techniczna między Politechniką Gdańską a Akademią Medyczną w Gdańsku. W: [Materiały] XII Sympozjum Naukowo-Szkoleniowe „Fizyka i elektronika w ochronie zdrowia i środowiska”. Gdańsk 1987 s. 1–3.
- Wtorek J., Raczyński S. Metoda oceny stanu tętnic krążenia kończynowego w oparciu o pletyzmografię impedancyjną. W [Materiały] VIII Krajowa Konferencja Naukowo-Szkoleniowa „Biocybernetyka i inżynieria biomedyczna”. Kraków 1987 s. 119–120.
- Wtorek J., Raczyński S. Model matematyczny pietyzmografii impedancyjnej zastosowanej do oceny stanu tętnic krążenia kończynowego. W: [Materiały] VIII Krajowa Konferencja Naukowo-Szkoleniowa „Biocybernetyka i inżynieria biomedyczna”. Kraków 1987 s. 117–118 bibliogr. 7 poz.
- Wtorek J., Raczyński S. Wpływ zjawisk elektrodowych na wyniki otrzymywane w pletyzmografii impedancyjnej W: [Materiały] XII Sympozjum Naukowo-Szkoleniowe „Fizyka i elektronika w ochronie zdrowia i środowiska”. Gdańsk 1987 s. 8–11.
- Leonowicz K., Wtorek J., Mierzejewski L., Raczyński S. Artery state estimation by means of impedance pletysmography. W: [Vortrage] 33. Inteniationales Wissenschaftliches Kolloquium. Technische Hochschule Ilmenau, DDR, 24-28.10.1988. Ilmemau: THI 1988 Vortragsr. A3 Biomedizinische Technik and Bionik, s. 149–151 bibliogr. 6 poz.